# ماجستير العلوم في القيادة المؤسسية
ماجستير العلوم في القيادة المؤسسية (MSOL) عبارة عن درجة ماجستير في دراسات القيادة توفرها الكليات أو الجامعات.
وهي تعد حلاً بديلاً، ولكنه لا يحل محل، درجة ماجستير إدارة الأعمال (MBA). وتعد درجة ماجستير العلوم في القيادة المؤسسية متعددة التخصصات، وتركز بشكل أكبر على مشكلات الأشخاص والمنظمات، وبشكل أقل على موضوعات مثل التمويل والمحاسبة والتسويق. على سبيل المثال، في درجة ماجستير العلوم في القيادة المؤسسية، يجب أن تخضع لدورات في علم النفس والفلسفة، بالإضافة إلى دورات في الأعمال والإدارة. وتستهدف درجة ماجستير العلوم في القيادة المؤسسية أولئك العاملين في الأعمال الراسخة بشكل فعلي. وفي المقابل، أولئك الذين يعدون للدخول في عالم الأعمال أو تغيير مهنهم غالبًا ما يبحثون عن درجة ماجستير إدارة الأعمال. ويستهوي برنامج الدرجة هذا رجال الأعمال في الأعمال الراسخة بشكل فعلي. وتشبه درجة ماجستير العلوم في القيادة المؤسسية درجة ماجستير العلوم في القيادة (MSL) و درجات القيادة المؤسسية (MAOL).